# The Kingsmen
The Kingsmen – amerykańska grupa rockowa założona w 1959 roku w Portland.
Założycielami grupy było rodzeństwo, Mike oraz Dennis Mitchell.  
Zespół zasłynął w 1963 roku, nagrywając własną wersję piosenki Richarda Berry’ego Louie Louie, która stała się przedmiotem kontrowersji na tle obyczajowym, a także śledztwa prowadzonego przez FBI. Zarzucano grupie przede wszystkim deprawowanie młodzieży za pomocą nieprzyzwoitych aluzji ukrytych w partiach wokalnych, w których tekst jest gorzej słyszalny. Utwór stał się przebojem radiowym, a z czasem zyskał status klasyka muzyki rockowej, inspirując m.in. nurt garażowego rocka oraz protopunka.
Sukces utworu stał się przyczyną tarć wewnątrz zespołu, który nie zdołał już nagrać kolejnych znaczących piosenek. Grupa rozpadła się po trzech latach działalności. 

## Dyskografia
- 1963: The Kingsmen in Person
- 1964: The Kingsmen Volume 2
- 1965: The Kingsmen Volume 3
- 1965: The Kingsmen on Campus
- 1966: Up and Away